# Issiaka Cissé
Pour les articles homonymes, voir Cissé.
Issiaka Cissé, né le 20 septembre 1991, est un coureur cycliste ivoirien. De 2012 à 2014, il court avec l'équipe du Centre mondial du cyclisme.

## Biographie
Issiaka Cissé naît le 20 septembre 1991 en Côte d'Ivoire.
Il entre en 2012 dans l'équipe du Centre mondial du cyclisme. Il participe cette année-là au championnat du monde du contre-la-montre espoirs.
En 2013, il prend la septième place de la Tropicale Amissa Bongo. Il participe également au Tour de l'Avenir avec l'équipe du Centre mondial du cyclisme. Le 8 septembre 2013, il termine onzième de la course sur route des Jeux de la Francophonie et premier africain. En 2013 toujours, il remporte une étape lors du Grand Prix Chantal Biya, une étape du Tour du Faso, et le Tour de Côte d'Ivoire ainsi que trois étapes de cette épreuve,.
Au 1er septembre 2014, il est 29e au classement UCI Africa Tour. La même année, il remporte la onzième édition du Tour de Madagascar.
En 2015, il termine cinquième du Tour du Cameroun puis remporte le classement général du Tour de l'est international ainsi que quatre étapes. Il se classe également douzième du Tour de Côte d'Ivoire début octobre. En fin d'année, il prend une licence au sein du club de DN3 du SC Nice Jollywear pour la saison 2016.
En 2018, Issiaka Cissé participe une nouvelle fois au Tour du Cameroun. Leader de la sélection ivoirienne, il remporte en solitaire la sixième étape et termine cinquième du classement général. Quelques jours plus tard, il entame sa deuxième saison sous les couleurs du Team Cycliste Azuréen. Avec celui-ci, il termine tout d'abord au pied du podium sur le Tour de la CABA et au Grand Prix de Pégomas (4e), avant d'obtenir une huitième place au Tour de Mareuil-Verteillac-Ribérac, en élite nationale. Toujours durant l'été, il se classe deuxième du Grand Prix de Charvieu-Chavagneux, s'inclinant au sprint face au coureur britannique Harry Handcastle pour seulement quelques centimètres.

## Palmarès et résultats

### Par année
| - 2010 - Champion de Côte d'Ivoire sur route - 6eb étape du Tour du Togo - 2012 - 2e étape du Tour du Cameroun - Tour de l'Est International : - Classement général - 3e (contre-la-montre) et 7e étapes - 9e du championnat d'Afrique sur route - 2013 - Tour de Côte d'Ivoire : - Classement général - 1re, 6e (contre-la-montre) et 7e étapes - 3e étape du Tour du Faso - 3e et 4e étapes du Grand Prix Chantal Biya - 2e du Tour du Faso - 9e du championnat d'Afrique sur route - 2014 - 72 Heures du Sud : - Classement général - 1re et 2e étapes - 2e étape du Tour du Togo - Tour de Côte d'Ivoire : - Classement général - 1re, 2e, 5e (contre-la-montre) et 7e étapes - Tour de Madagascar : - Classement général - 4e étape - 3e du championnat de Côte d'Ivoire sur route - 2015 - Tour de l'Est International : - Classement général - 1re, 2e, 8e et 9e étapes - 2016 - Tour de l'Indépendance : - Classement général - 1re étape - 5e étape du Tour de Côte d'Ivoire (contre-la-montre) - 3e du Tour de Côte d'Ivoire | - 2017 - 1re étape du Tour du Cameroun - Tour du Togo : - Classement général - 1re étape - Grand Prix de Nice - Défi de Nore - 3e des Boucles du Tarn et du Sidobre - 2018 - 6e étape du Tour du Cameroun - Tour de Côte d'Ivoire - Classement général - 3e, 4e (contre-la-montre) et 5e étapes - 3e étape du Grand Prix Chantal Biya - 2e du Grand Prix de Charvieu-Chavagneux - 3e de la Route d'Or du Poitou - 3e du Grand Prix Chantal Biya - 2019 - 3e étape du Tour du Cameroun - Nuitée de La Londe-les-Maures - Grand Prix de Bras - 2e du Tour du Cameroun - 2020 - Champion de Côte d'Ivoire sur route - 2021 - Champion de Côte d'Ivoire sur route - 4e étape du Tour du Faso - 2023 - Champion de Côte d'Ivoire sur route - 2e étape du Tour de l'Est International - Grand Prix d'Abidjan - 2024 - Champion de Côte d'Ivoire sur route - 6e et 9e étapes du Tour du Cameroun - 3e du Tour du Mali |  |

### Classements mondiaux
| Année           | 2012   | 2013 | 2014 | 2015 | 2016 | 2017 | 2018 |
| --------------- | ------ | ---- | ---- | ---- | ---- | ---- | ---- |
| UCI Africa Tour | 77e    | 44e  | 25e  | 103e | 37e  | 67e  | 14e  |
| UCI Europe Tour | 1 141e |      |      |      |      |      |      |